# Dunières
 Dunières  es una población y comuna francesa, situada en la región de Auvernia, departamento de Alto Loira, en el distrito de Yssingeaux y cantón de Montfaucon-en-Velay.

## Demografía
| 3227 | 3146 | 2996 | 3014 | 3009 | 2949 |
| Para los censos de 1962 a 1999 la población legal corresponde a la población sin duplicidades (Fuente: INSEE [Consultar]) |      |      |      |      |      |

Es la comuna más poblada del cantón.